# Yoo Seung-ho
Yoo Seung-ho (Incheon, 17 agosto 1993) è un attore sudcoreano.

## Biografia
È uno dei più famosi e celebri attori sudcoreani. Diventato famoso come attore bambino nel film The Way Home (2002), da allora, ha recitato in molte serie televisive e film da bambino e adolescente, che gli hanno donato il titolo di "Nation's Little Brother".
Nato e cresciuto a Incheon, è il più giovane di due fratelli, ha poi affermato che la sua famiglia si trovava in difficoltà finanziarie.
Si è diplomato alla Baekshin High School nel febbraio 2012 ed ha deciso di non perseguire una laurea al fine di concentrarsi sulla sua carriera di attore. Si è arruolato per il servizio militare obbligatorio nell'esercito il 5 marzo 2013, diventando un istruttore per le nuove reclute. È stato ufficialmente congedato il 4 dicembre 2014.

## Filmografia

### Cinema
- Jib-euro... (집으로...?), regia di Lee Jeong-hyang (2002)
- Happy Ero Christmas (해피 에로 크리스마스?, Haepi ero keuriseumaseuLR), regia di Lee Geon-dong (2003)
- Don't Tell Papa (돈 텔 파파?, Don tel papaLR) (2004)
- Ma-eum-i (마음이?), regia di Oh Da-gyoon (2006)
- Seour-i bo-inya? (서울이 보이냐??) (2008)
- 4gyosi churi-yeong-yeok (4교시 추리영역?), regia di Lee Sang-yong (2009)
- Busan (부산?), regia di Park Ji-won (2009)
- Blind (블라인드?, Beulla-indeuLR), regia di Ahn Sang-hoon (2011)
- Leafie - La storia di un amore (마당을 나온 암탉?, Madang-eul na-on amtarkLR), regia di Oh Seong-yun (2011) – voce
- Gi-eog-ui jogakdeul (기억의 조각들?) – cortometraggio (2012)
- Joseon masulsa (조선마술사?), regia di Kim Dae-seung (2015)
- Bongyi Kim Seondal (봉이 김선달?, Bong-i Gim Seon-dalLR), regia di Park Dae-min (2016)

### Televisione
- Gasigogi (가시고기?) – serial TV (2000)
- Love Letter (러브레터?, Rabeu reteoLR) – serial TV (2003)
- Danpatppang (단팥빵?) – serial TV (2004)
- Bulmyeor-ui Lee Soon-shin (불멸의 이순신?) – serial TV (2004)
- Bumonim jeonsangseo (부모님 전상서?) – serial TV (2004)
- Seulpeun yeon-ga (슬픈연가?) – serial TV (2005)
- Mabeopjeonsa Mireu Ga-on (마법전사 미르가온?) – serial TV (2005)
- Alien Sam (에일리언 샘?, E-illi-eon SaemLR) – serial TV (2006)
- Wanggwa na (왕과 나?) – serial TV (2007)
- Tae-wangsasin-gi (태왕사신기?) – serial TV, 3 episodi (2007)
- Seondeok yeo-wang (선덕여왕?) – serial TV (2009)
- Minam-isine-yo (미남이시네요?) – serial TV (2009) – cameo
- Gongbu-ui sin (공부의 신?) – serial TV (2010)
- Yongmang-ui bulkkot (욕망의 불꽃?) – serial TV (2010)
- Musa Baek Dong-soo (무사 백동수?, Musa Baek Dong-suLR) – serial TV (2011)
- Propose daejakjeon (프러포즈 대작전?, Peureopojeu daejakjeonLR) – serial TV (2012)
- Arang sattojeon (아랑사또전?) – serial TV (2012)
- Bogosipda (보고싶다?) – serial TV (2012)
- Sangsang go-yang-i (상상고양이?) – serial TV (2015-2016)
- Remember - Adeur-ui jeonjaeng (리멤버 – 아들의 전쟁?, Rimembeo - Adeur-ui jeonjaengLR) – serial TV (2015-2016)
- Gunju - Gamyeon-ui ju-in (군주-가면의 주인?) – serial TV (2017)
- Robos-i ani-ya (로봇이 아니야?) – serial TV (2017-2018)
- Boksuga dor-a-watda (복수가 돌아왔다?) – serial TV (2018-2019)
- Memorist (메모리스트?) – serial TV (2020)
- Kkot pimyeon dal saenggakhago (꽃 피면 달 생각하고?) – serial TV (2021)

## Videografia
- 2002 – Have You Ever Been Lovesick, videoclip di Lyn.
- 2004 – I Was Thankful, videoclip di Tim Hwang.
- 2008 – Don't Go, Don't Go, videoclip di Brown Eyes.
- 2009 – Lies, videoclip delle T-ara.
- 2009 – A Lonely Life, videoclip di G.
- 2010 – Like a Star, videoclip di Taeyeon e The One.
- 2011 – Whenever You Play That Song, videoclip di Huh Gak e LE.
- 2013 – Eraser, videoclip di G.
- 2015 – You From the Same Time, videoclip di Naul.
- 2016 – I Don't Love You, videoclip degli Urban Zakapa.

## Doppiatori italiani
Nelle versioni in italiano dei suoi film, Yoo Seung-ho è stato doppiato da:
- Alessio De Filippis in Blind
- Mattia Ward in Leafie - La storia di un amore

## Riconoscimenti
| Anno | Premio                         | Categoria                                            | Opera nominata                                 | Risultato       |
| ---- | ------------------------------ | ---------------------------------------------------- | ---------------------------------------------- | --------------- |
| 2002 | Young Artist Awards            |                                                      | Jib-eur-o...                                   | Vincitore/trice |
| 2005 | KBS Drama Awards               | Miglior giovane attore                               | Bulmyeor-ui Lee Soon-shin, Bumonim jeonsangseo | Vincitore/trice |
| 2007 | Korea Movie Star Awards        | Miglior giovane attore                               | Ma-eum-i                                       | Vincitore/trice |
| 2007 | SBS Drama Awards               | Miglior giovane attore                               | Wanggwa na                                     | Vincitore/trice |
| 2008 | Mnet 20's Choice Awards        | Hot Younger Male                                     |                                                | Vincitore/trice |
| 2009 | Andre Kim Best Star Awards     | Premio stella maschile                               |                                                | Vincitore/trice |
| 2009 | MBC Drama Awards               | Miglior giovane attore                               | Seondeok yeo-wang                              | Vincitore/trice |
| 2010 | Baeksang Arts Awards           | Miglior nuovo attore (TV)                            | Gongbu-ui sin                                  | Candidato/a     |
| 2010 | Korea Best Dressed Swan Awards | Miglior vestito, categoria attori televisivi         | Gongbu-ui sin                                  | Vincitore/trice |
| 2010 | KBS Drama Awards               | Premio miglior coppia con Park Ji-yeon               | Gongbu-ui sin                                  | Candidato/a     |
| 2010 | KBS Drama Awards               | Premio degli internauti, attore                      | Gongbu-ui sin                                  | Candidato/a     |
| 2010 | KBS Drama Awards               | Premio all'eccellenza, attore in una miniserie       | Gongbu-ui sin                                  | Candidato/a     |
| 2012 | MBC Drama Awards               | Premio all'eccellenza, attore in una miniserie       | Arang sattojeon, Bogosipda                     | Candidato/a     |
| 2013 | New Soldiers Education Unit    | Premio all'eccellenza dal comandante del battaglione |                                                | Vincitore/trice |
| 2016 | Korea Drama Awards             | Miglior attore, premio alla massima eccellenza       | Remember - Adeur-ui jeonjaeng                  | Candidato/a     |
| 2016 | SBS Drama Awards               | Premio all'eccellenza, attore in un drama di genere  | Remember - Adeur-ui jeonjaeng                  | Vincitore/trice |
| 2016 | SBS Drama Awards               | Premio stella dell'onda coreana                      | Remember - Adeur-ui jeonjaeng                  | Candidato/a     |